# 曾和直榮
曾和 直榮（そわ なおえ、1945年2月3日 - ）は兵庫県競馬組合の園田競馬場に所属していた元調教師。引退後は地方競馬の馬主となる。

## 人物
2001年の兵庫三冠馬ロードバクシンをはじめ、シンドバッド、グレートステージ、ジョイーレなど有力馬を多数管理した。初出走、初勝利ともに1982年8月2日。
兵庫時代の小牧太騎手は曾和厩舎の所属であり、下手な乗り方をして敗れると馬の前で土下座をさせられたといわれるほど騎乗には厳しく、弟で同じく所属騎手であった小牧毅もなかなか厩舎の有力馬に乗る機会は少なかった。岩田康誠、川原正一と乗り替わったロードバクシンに顕著である。有力馬どころか厩舎所属馬にも騎乗する機会が減少し、半ば住吉朝男厩舎の主戦騎手となっていた毅は2006年4月1日付けで花村通春厩舎に移籍したが、のちに曾和厩舎へ戻っている。厩舎解散間際に所属していた騎手は川原正一、永島太郎、松本幸祐。
川原を笠松競馬場から受け入れるにあたって、騎手会の内規にある1年間の厩務員生活を約半年で切り上げさせ、4か月の間は1日4競走に限定されたとはいえ騎乗再開にこぎつけたのは曾和の力といわれている。
中央競馬 (JRA) の調教師とはかなり太いパイプがあり、JRA未勝利馬を移籍させて数戦させ、収得賞金を加算させたあとJRAに送り返すということも多かった。シャワーパーティーなどとくに伊藤雄二厩舎所属の競走馬が多かった。
数々の有力馬を抱え、アラブ時代にはそこそこあった他場遠征をほとんどしなくなったその姿勢は疑問視されていたこともあったが、確実に賞金を稼ぐという点ではこれほど馬主のことを考える調教師もいなかった。
園田競馬場の近くにある「そわ針灸接骨院」は曾和の長男が経営している。
2010年9月に調教師を引退した。通算成績は8142戦1746勝（重賞66勝）。

## 主な管理馬
- モエレトレジャー（摂津盃、姫山菊花賞）